# Stenopsyche triangularis
Stenopsyche triangularis är en nattsländeart som beskrevs av Schmid 1959. Stenopsyche triangularis ingår i släktet Stenopsyche och familjen Stenopsychidae. Inga underarter finns listade i Catalogue of Life.